# Schefflera psilophylla
Schefflera psilophylla är en araliaväxtart som först beskrevs av Hermann August Theodor Harms, och fick sitt nu gällande namn av Maguire, Steyerm. och David Gamman Frodin. Schefflera psilophylla ingår i släktet Schefflera och familjen araliaväxter. Inga underarter finns listade.